# Balonmano Base Oviedo
El Balonmano Base Oviedo (conocido por motivos de patrocinio como Unión Financiera Balonmano Base Oviedo) es un equipo de balonmano de la ciudad de Oviedo, en España. Desde la temporada 2022-2023 juega en División de Honor Plata.
Ha ganado 5 títulos consecutivos de la Copa Principado de Balonmano: en 2019, 2021, 2022, 2023 y 2024 (en 2020 no se disputó el torneo debido a la pandemia).

## Organigrama deportivo

### Jugadores
| Nº | Nombre                 | Edad | Posición          | Altura (m) |
| -- | ---------------------- | ---- | ----------------- | ---------- |
| 1  | Federico Wermbter      | 26   | Portero           | 1.90       |
| 16 | Juan Gamallo           | 36   | Portero           | 1.88       |
| 45 | Marcos García          | 16   | Portero           |            |
| 2  | Raúl Blanco            | 27   | Extremo derecho   | 1.79       |
| 13 | Óscar Camacho          | 24   | Extremo Derecho   | 1.84       |
| 7  | Yailán Hechevarría     | 36   | Lateral Derecho   |            |
| 17 | Carlos González        | 22   | Lateral derecho   | 1.90       |
| 24 | Manuel Barrios         | 24   | Lateral Derecho   | 1.99       |
| 4  | Javi Sanz              | 26   | Central           | 1.84       |
| 14 | Diego Fernández        | 25   | Central           |            |
| 22 | Carlos Ruesga          | 38   | Central           | 1.84       |
| 25 | Joaquín Pérez          | 17   | Central           |            |
| 3  | Carlos Costoya         | 25   | Lateral izquierdo | 1.84       |
| 8  | Jaime González         | 19   | Lateral izquierdo |            |
| 11 | Rubén Menéndez         | 27   | Lateral izquierdo |            |
| 34 | David Ortega           | 27   | Extremo izquierdo | 1.80       |
| 42 | Jayro Pérez            | 21   | Extremo izquierdo |            |
| 15 | Gónzálo Carou          | 44   | Pivote            | 1.98       |
| 18 | Emiliano Franceschetti | 30   | Pivote            | 1.83       |
| 23 | Rubén Rozada           | 21   | Pivote            | 1,92       |

### Traspasos
Traspasos para la temporada 2023–24
Altas
- Carlos Ruesga (CE) desde ( Sporting CP)
- Emiliano Franceschetti (PI) desde ( BM Cisne)
- Javier Sanz (CE) desde ( BM Alarcos)
- Juan Gamallo (PO) desde ( UD Ibiza)
- Óscar Camacho (EI) desde ( CB Romo)
- Carlos Costoya (LI) desde ( AT Avilesina)
- Manuel Barrios (LD) desde ( BM Alarcos)
- Yailán Echevarría (LD)
- Diego Fernández (CE) desde (BM Barakaldo)

Bajas
- Francisco Revuelta (PO) al ( BM Soria)
- Juan Echevarría (CE) (Retirado)
- Ignacio Huerta (ED) (Retirado)
- Pablo del Rincón (LD)
- Sergio Sarasola (LI) al ( BM Soria)
- Vladyslav Parovinchak (CE) al ( Unia Tarnów)
- Matheus Pereira (PI) al ( Vitória Setubal)
- Paulo Vinicius (LI)

### Lesiones
- Carlos Ruesga (CE)
- Carlos Costoya (LI)

### Cuerpo técnico
- Entrenador: Ricardo Margareto
- Ayte. Entrenador: Álvaro Campo
- Oficial: Fernando José Izquierdo
- Oficial: Jesús Fernández

## Historia
El equipo fue fundado en 1993 con el objetivo de formar nuevos jugadores, potenciando la cantera del balonmano en la ciudad, con la meta de que llegaran al primer equipo del Balonmano Naranco. En la temporada 2009/2010 debuta en la Primera División Nacional de balonmano de España, categoría en la que milita actualmente.

## Instalaciones
Los partidos en los que el equipo actúa de local se juegan en el Polideportivo Municipal de Vallobin, inaugurado el mismo año de fundación del club, y que cuenta con capacidad para 1000 espectadores. Esta instalación cuenta con una sala de musculación. Para la preparación de partidos utiliza, además del polideportivo, el Palacio de los Deportes de Oviedo, con capacidad para 3.750 personas y que cuenta con más instalaciones que el polideportivo: una pista de atletismo, una sala de halterofilia, un gimnasio, una sala de boxeo, una sauna, dos salas con tatamis y una pista polideportiva de parqué.